# Otto Wacker (Politiker)

Otto Wacker vor 1934

Otto Wacker (* 6. August 1899 in Offenburg; † 14. Februar 1940 in Karlsruhe) war ein deutscher Politiker (NSDAP), Literaturwissenschaftler, Redakteur, SS-Oberführer und NS-Funktionär, der zur Zeit des Nationalsozialismus unter anderem als Justiz- sowie Kultusminister in Baden und Mitglied des Reichstags wirkte.

## Leben
Wacker, Sohn eines Architekten, besuchte ein humanistisches Gymnasium und legte dort das Abitur ab. Ab 1917 nahm er noch als Soldat der Deutschen Armee am Ersten Weltkrieg teil und war an der Westfront in Flandern eingesetzt. Wacker verließ das Heer im Rang eines Leutnants der Reserve. Ab 1919 studierte Wacker Architektur und legte in Karlsruhe 1921 sein Vorexamen ab. Anschließend war er Werkstudent und studierte ab 1924 Philosophie, Germanistik, Literatur- und Kunstgeschichte. Nach der Beendigung des Studiums 1926 promovierte er 1927 mit Studien über die groteske Satire bei Johann Fischart zum Dr. phil. in Literaturgeschichte an der Universität Freiburg.
Wacker trat der NSDAP 1925 bei (Mitgliedsnummer 22.948) und wurde 1929 Mitglied der SA, von der er 1933 zur SS wechselte (SS-Nummer 156.298). Ab 1928 war er Hauptschriftleiter der nationalsozialistischen Zeitung Führer und leitete zudem die von 1931 bis 1933 NS-Presseabteilung des Gau Baden in Karlsruhe.
Wacker übernahm am 11. März 1933 kommissarisch das Amt des Ministers für Kultus und Unterricht und ebenfalls kommissarisch am 18. April 1933 das Amt Justizminister in Baden. Ab dem 6. Mai 1933 war er ordentlicher Minister für Kultus und Unterricht einerseits sowie Justiz andererseits. Am 17. Juni 1933 trat er als Redner bei der Bücherverbrennung in Karlsruhe auf.
Das Amt des Justizministers übte er bis zum 31. Dezember 1934 aus, danach wurde die Landesjustizverwaltung dem Reichsjustizministerium unterstellt. Bis zu seinem Tod Mitte Februar 1940 war Wacker Minister für Kultus und Unterricht und zudem stellvertretender Ministerpräsident unter Walter Köhler. Vom 6. Mai 1933 bis zu seiner Aufhebung Mitte Februar 1934 war er Mitglied des Reichsrates. Ab der 9. Wahlperiode im November 1933 war Wacker für den Wahlkreis 32 (Baden) Mitglied des Reichstags. Er war zudem Vizepräsident des Reichsforschungsrates und der Kaiser-Wilhelm-Gesellschaft. Vom 1. Januar 1937 bis 1939 leitete er vertretungsweise das Amt Wissenschaft im Reichserziehungsministerium. Wacker, fanatischer Nationalsozialist, bestimmte so maßgeblich die NS-Hochschulpolitik. So forderte er von den Jurastudenten, Vorlesungen in „Rassenkunde“ und „Wehrwissenschaft“ zu belegen. Wacker verstarb am 14. Februar 1940 in Karlsruhe an Herzversagen. Von 1937 bis zu seinem Tod 1940 war er Mitglied des Senats der Kaiser-Wilhelm-Gesellschaft.